# 武江区
武江区（ぶこうく）は中華人民共和国広東省韶関市に位置する市轄区。

## 行政区画
2街道、5鎮を管轄する
- 街道
  - 新華街道、恵民街道
- 鎮
  - 西聯鎮、西河鎮、竜帰鎮、江湾鎮、重陽鎮